# 蕉南街道
蕉南街道，是中华人民共和国福建省宁德市蕉城区下辖的一个乡镇级行政单位。

## 行政区划
蕉南街道下辖以下地区：
海滨社区、鹏程社区、南际花园社区、东湖社区、荷园社区、芦坪社区、中南社区、桥头下社区、小场社区、下宅园社区和福山社区。